# 調香師
調香師（ちょうこうし）は、食品や、香水をはじめとする香粧品の香料を調合する職業。フレーバー（食品香料）を調香する調香師はフレーバリスト（en:Flavorist）、フレグランス（香粧品香料）を調香する調香師はパフューマー（en:Perfumer）とも呼ばれる。

## 調香師の仕事
大きく分けて、食品メーカーや化粧品メーカーなどのユーザーから、香りのテーマや予算・期限が決まった調合の依頼を受ける依頼研究と、自らで新しい香りを創り出す創作研究とに分けられる。調香師には、数多くある香料素材の香りの記憶や、香りの構成知識の修得だけでなく、香りの流行傾向や製品カテゴリーの市場動向、香料の安全性、基材に対する安定性・着色性の知識も要求される。

## 調香師という言葉
調香師という言葉は資生堂の堅田道久が1960年（昭和35年）にNHKのテレビ番組「みんなの職業」への出演時にテレビ局によって造語が行われて定着した。堅田はこの言葉に抵抗があり、英語のパフューマーかフランス語のパフュメェールが良いと1984年発行の著書に書き残している。

## 調香師が登場する作品
- 映画『パフューム ある人殺しの物語』
- 映画『パリの調香師 しあわせの香りを探して』
- 漫画『神に背を向けた男』
- 漫画『0の奏香師』
- 漫画・ドラマ『怨み屋本舗』
- 漫画・アニメ『ギャラリーフェイク』
- 漫画『天才調香師宝条ミカ』
- 漫画『超香少年サトル』
- 小説『殺人調香師』
- 小説『透明な夜の香り』
- ゲーム 『identityV』